# إيمي جنسن
إيمي جنسن (بالإنجليزية: Amy Jensen)‏ هي لاعب كرة مضرب أسترالية، ولدت في 31 يوليو 1978 في بريزبان في أستراليا.

## وصلات خارجية
- إيمي جنسن على موقع رابطة محترفات التنس (الإنجليزية)
- إيمي جنسن على موقع الاتحاد الدولي لكرة المضرب (الإنجليزية)
- إيمي جنسن على موقع خلاصة التنس.كوم (الإنجليزية)